# Doctor Bull
Doctor Bull (Brasil: Doutor Bull ) é um filme norte-americano de 1933, do gênero comédia, dirigido por John Ford, baseado no romance Last Adam de James Gould Cozzens. Will Rogers retrata um médico da cidade pequena que tem que lidar com a febre tifoide na Comunidade.
O filme foi bem elogiado pelo The New York Times, que observou que a história é semelhante do filme One Man's Journey de Lionel Barrymore quando estreou no Radio City Music Hall. Andy Devine conheceu sua futura esposa, durante a realização deste filme.